# Biezenpolder
De Biezenpolder is de polder waarin onder meer de plaats Eede ligt. Ze behoort tot de polders rond Aardenburg.
De Biezenpolder is een onderdeel van de voormalige Beoosten Eedepolder, die in 1583 werd geïnundeerd. In 1608 werd een gedeelte van deze polder, 435 ha, omdijkt, waardoor de plaats Eede en de directe omgeving ervan tegen het water waren beschermd.
De polder werd genoemd naar de buurtschap Biezen, die reeds in de 14e eeuw werd vermeld. Ook het dorp Eede en de buurtschap Valeiskreek bevinden zich in deze polder, die min of meer wordt begrensd door de Dopersdijk, de Dopersweg, de Sara Beijtsweg, de Valeiskreek en de Belgisch-Nederlandse grens.
De benaming Dopers heeft betrekking op de Doopsgezinden, die vanaf de 17e eeuw vanaf de Zuidelijke Nederlanden naar de Republiek vluchtten, waar ze voor vervolging waren gevrijwaard. Later trokken deze Doopsgezinden verder naar het noorden, waarop hun plaats uiteindelijk werd ingenomen door eveneens vanuit het zuiden komende Katholieken.